# Niels Janniksen Bjerrum
Niels Janniksen Bjerrum (* 11. März 1879 in Kopenhagen; † 30. September 1958 ebenda) war ein dänischer Chemiker. Er leistete bedeutende Beiträge zur Elektrochemie, zur Theorie von Säure und Basen, der Messung von Protonenkonzentrationen und dem Verhalten von Indikatoren.

## Leben
Bjerrum war der Sohn des Professors für Augenheilkunde Jannik Petersen Bjerrum (1851–1920) und Neffe der Physikerin Kirstine Meyer. Er studierte ab 1905 in Leipzig, Zürich (ab 1907, bei Alfred Werner), Paris (ab 1910) und Berlin (ab 1911) Chemie und wurde 1908 in Kopenhagen promoviert (bei Sophus Mads Jørgensen). 1912 wurde er Dozent an der Universität Kopenhagen. Er war 1914 bis 1949 Professor an der tierärztlichen und landwirtschaftlichen Hochschule (Landbohøjskolen) in Kopenhagen. 1939 bis 1946 war er dort Direktor.
Besonders in Erscheinung trat er durch seine Arbeiten in verschiedenen Bereichen, u. a. über die Säure-Base-Konzepte und die Aktivitätskoeffizienten. Damit hat er maßgeblichen Anteil am besseren Verständnis der elektrolytischen Dissoziation und entwickelte 1909 und ab 1916 eine Theorie starker Elektrolyte. Weitere Arbeitsfelder betrafen u. a. die Komplexsalze (besonders Goldsalze), Kolloidchemie und die Wärmekapazitäten von Gasen.
Nach ihm ist die Bjerrum-Länge, der Bjerrum-Fehler, die Brønsted-Bjerrum-Gleichung und der Bjerrum plot (im Deutschen Hägg-Diagramm) benannt.
Er verband 1911 spektroskopische und thermodynamische Daten bei der Untersuchung von Schwingungen von Kohlendioxidmolekülen, wobei er die Quantelung von Schwingungsfreiheitsgraden nach Albert Einstein annahm. Bald darauf berechnete er die Linienverbreiterung aufgrund Rotation bei Molekülen mit Dipol-Gestalt.
1952 wurde Bjerrum in die National Academy of Sciences gewählt, 1948 wurde er Ehrendoktor der Universität Göttingen und 1954 der Technischen Universität Kopenhagen. Er war auswärtiges Mitglied der Ukrainischen Akademie der Wissenschaften und assoziiertes Mitglied der Académie royale des Sciences, des Lettres et des Beaux-Arts de Belgique.
Sein Sohn Jannik Bjerrum (1909–1992) war ebenfalls Chemieprofessor in Kopenhagen ebenso wie sein Enkel Niels Bjerrum (* 1940).